# Alphonse-Hubert de Latier de Bayane
Alphonse-Hubert de Latier de Bayane (Véry, 30 de outubro de 1739 - Paris, 27 de julho de 1818) foi um cardeal do seculo XX.

## Biografia
Nasceu em Véry em 30 de outubro de 1739. De uma família nobre de Dauphiné. Terceiro filho de Louis de Latier de Bayane, senhor de Orcinas, capitão de infantaria, e Catherine de Sibeud de Saint-Ferréol. Desde a infância, ele foi destinado ao estado eclesiástico. Ele também está listado em Bayane e Bayanne; e seu sobrenome como Lattier.
Estudou na Universidade La Sorbonne, em Paris, onde obteve o doutorado em teologia. Recebeu a tonsura eclesiástica em 1755. Nomeado doctor in utroque ire por um breve papal de 12 de janeiro de 1773.
Ordenado em 17 de março de 1760, Sens. Cônego do capítulo da catedral de Valence. Vigário geral de Coutances. Recebeu como benefícios as abadias de Saint-Guilhem-le-Désert, diocese de Lodève em 1770; de Broqueboeuf e de Notre-Dame-du-Vœu, diocese de Coutances; bem como o de Saint-Pierre d'Hautvillers, Champagne. Ele foi a Roma em 1769 como conclavista do cardeal de Luynes, arcebispo de Sens; foi proposto para assumir as funções de auditor da Sagrada Rota Romana para a França pelo duque de Aiguillon em 28 de maio de 1772. Nomeado auditor da Rota por motu propriode 13 de novembro de 1772; admitido no tribunal no dia 16 de novembro seguinte; seu pró-reitor, 9 de fevereiro de 1792); seu reitor, 21 de março de 1792. Regente da Penitenciária Apostólica. A revolução privou-o de todos os seus benefícios na França. Depois de ter se recusado a aderir à Constituição Civil do Clero, retirou-se para Florença durante a ocupação francesa de Roma. Após a primeira restauração do governo papal em Roma, ele se encarregou da reorganização do tribunal da Rota; antes de 9 de agosto de 1800, renunciou à regência da Penitenciária Apostólica em favor do vice-reitor Giovanni Resta.
Criado cardeal e reservado in pectore no consistório de 23 de fevereiro de 1801; publicado no consistório de 9 de agosto de 1802; recebeu o chapéu vermelho em 12 de agosto de 1802; e a diaconia de S. Angelo em Pescheria, 20 de setembro de 1802. Ele recebeu de Napoleão Bonaparte, primeiro cônsul, um traitement de cardeal(30.000 francos por ano). Ele acompanhou o Papa Pio VII durante sua viagem a Paris por ocasião da coroação do imperador Napoleão I Bonaparte de 2 de novembro de 1804 a 16 de maio de 1805; voltou então a Roma, onde apoiou uma política de conciliação com o imperador. Enviado como legado a Paris a pedido de Napoleão para as negociações finais, deixou Roma definitivamente em 29 de setembro de 1807; ele residiu em Paris até sua morte. Ele falhou em reconciliar o papa e o imperador, que ocupou as Marcas, e depois Roma. Ele foi chamado de volta a Roma e obrigado a pedir seus passaportes em 30 de dezembro de 1807; ele permaneceu, no entanto, na França. Ele foi um dos onze "cardeais vermelhos" (autorizados pelo imperador a usar suas vestes cardeais) e esteve presente no segundo casamento do imperador Napoleão I Bonaparte em 2 de abril de 1810. Ele foi nomeado pelo imperador para fazer parte do grupo de cinco cardeais que se deslocou a Savone, onde o Papa Pio VII se encontrava cativo, para obter o pontífice das decisões do Conselho Nacional dos Bispos Franceses, de 3 a 20 de setembro de 1811. Fontainebleau", 25 de janeiro de 1813. Nomeado senador do império em 5 de abril de 1813, ele votou em abril de 1814 a perda de Napoleão. Champ de Mars durante os Cem Dias, 1º de junho de 1815. O rei Luís XVIII, que não confiava nele, mesmo assim o confirmou entre os membros da Chambre des Pairs em julho de 1815; lá, ele se recusou a sentar-se em Haute-Cour durante o processo do marechal Ney. Nomeado grão-oficial da Légion d'Honneur em 1816. Elevado ao posto de duque em 1818. Uma surdez aguda o forçou a viver aposentado nos últimos anos de sua vida.
Morreu em Paris em 27 de julho de 1818. Exposto na igreja de Saint-Thomas d'Aquin, Paris, aqui ocorreu o funeral; e enterrado no cemitério "Père Lachaise", Paris.